# Сен-Жерменский мир (1570)
Сен-Жерменский мир (фр. Paix de Saint-Germain-en-Laye) — мирный договор между гугенотами и католиками, завершивший третью Религиозную войну во Франции. Подписан в Сен-Жермен-ан-Ле (близ Парижа) 8 августа[уточнить] 1570 года. Предоставил гугенотам свободу вероисповедания во всей Франции, кроме Парижа, с правом на кальвинистское богослужение в пределах двух городов каждого губернаторства Франции и право занимать государственные должности. В обеспечение договора гугеноты получили четыре крепости — Ла-Рошель, Монтобан, Коньяк и Ла-Шарите.